# 志和町奥屋
志和町奥屋（しわちょうおくや）とは、広島県東広島市の大字。全域で住居表示未実施である。

## 概要
東広島市の最西部に位置し、西側では広島市安芸区および安佐北区に面する。町内を横断するように山陽自動車道が通り、奥屋パーキングエリアが設置されている。「すくも塚」（後述）など長者伝説が残る地でもある。
町名は「山々に囲まれた奥の谷」という立地に由来すると考えられており、古くは「奥谷」とも書いた。

## 沿革
- 1889年（明治22年）4月1日 - 町村制施行。賀茂郡奥屋村と周辺4村の合併により、西志和村が発足する。奥屋村は「奥屋」として西志和村の大字となる[2][3]。
- 1955年（昭和30年）8月1日 - 東志和村、志和堀村、西志和村が合併し、志和町が発足。奥屋は志和町の大字となる[2][3]。
- 1974年（昭和49年）4月20日 - 志和町が周辺3町と合併し、東広島市が発足。奥屋は「志和町奥屋」として東広島市の大字となる[2][4]。

## 交通

### 鉄道
町内に鉄道は通っていない。最寄り駅はJR山陽本線の瀬野駅もしくは八本松駅である。

### バス
町内にバス路線は通っていない。隣接する志和町別府に芸陽バスのバス停がいくつかあり、こちらが最寄りのバス停となる。

### 道路

#### 高速道路
- 山陽自動車道 - 奥屋PA

このほか、山陽自動車道上には町内西部から広島市安佐北区にかけて、志和トンネルが設置されている。

#### 主要地方道
- 広島県道33号瀬野川福富本郷線

## 名所
- すくも塚 - 村の長者が籾を毎年積み上げた結果、巨大な石になったという伝説がある[6]。
- 長者ヶ滝

## 学区
公立小・中学校に通学する場合、志和小学校および志和中学校に通学することになる。

## 世帯数・人口
2024年9月末での世帯数は242世帯、人口は481人である。